# Another Kind Of Blues
Another Kind Of Blues —en español: Otra Clase de Blues— es el primer álbum de estudio del grupo punk británico UK Subs. Es el primer disco completo de la banda, publicado originalmente en 1979 por el sello GEM Records y distribuido por RCA. El álbum es considerado una pieza clave dentro de la evolución musical del punk inglés a fines de los setenta, además de ser considerado un clásico de dicha era. El disco llegó a posicionarse en el puesto Nº 21 en la lista del Reino Unido.

## Grabación y contenido
En 1979, los UK Subs ya habían conseguido suficiente popularidad, lo cual favoreció a que consiguieran un contrato discográfico para grabar un LP completo. Por medio de John McCoy (por aquel entonces bajista del grupo Gillan, banda liderada por Ian Gillan) comienzan a preparar las sesiones en los estudios Kingsway Recorders Ltd, que también eran manejados por el propio Gillan. Parte del material del LP consistía en canciones que la banda había editado en simples a lo largo de 1978 y principios de 1979, pero regrabados, además de incluir canciones nuevas. El sonido del álbum marca una fuerte impronta de punk rock con algunos elementos de la música blues, adelantándose al movimiento punk blues de principios de los '90, incluso también marcando el camino al hardcore de la década de los '80. Con la salida de Another Kind... los UK Subs consiguieron realizar una extensa gira por el Reino Unido y lograron llegar a Estados Unidos como teloneros de las bandas The Police y los Ramones en Nueva York. El insert del LP original contiene varias fotografías de la banda durante sus recitales ofrecidos en 1979, algunas de las cuales fueron tomadas por la fotógrafa japonesa Yuka Fujii, novia del cantante David Sylvian. Dos canciones de este álbum: "Tomorrow's Girls" y "Stranglehold" llegaron al Top 30 del Reino Unido, consiguiendo aparecer en el programa musical Top of the Pops.

## Canciones
- Todas las canciones fueron escritas y compuestas por Charlie Harper y Nicky Garratt, excepto donde se indique.

1. "C.I.D." (Charlie Harper, Richard Anderson) - 2:10
2. "I Couldn't Be You" (John B. Presley, arreglada por Harper) - 2:07
3. "I Live in a Car" (Garratt, Harper, Lyons, Slack) - 1:36
4. "Tomorrow's Girls" (Charlie Harper) - 2:24
5. "Killer" (Harper, Garratt, Slack) - 1:28
6. "World War" - 1:06
7. "Rockers" - 3:15
8. "I.O.D." - 1:22
9. "T.V. Blues" (Harper, Garratt, Slack) - 2:08
10. "Blues" - 1:50
11. "Lady Esquire" - 1:50
12. "All I Wanna Know" (Harper, Garratt, Slack) - 1:48
13. "Crash Course" (Harper, McCoy, Garratt) - 1:40
14. "Young Criminals" - 2:18
15. "B.I.C." - 1:35
16. "Disease" - 1:25
17. "Stranglehold" (Harper) - 2:26

### Pistas adicionales
1. "Scum of the Earth" - 2:17
2. "Telephone Numbers" (Garratt, Harper, Lyons, Slack) - 1:03

## Personal
Músicos
- Charlie Harper - Voz líder y armónica.
- Nicky Garratt - Guitarra y coros.
- Paul Slack - Bajo.
- Pete Davies - Batería.

Colaboradores
- Bob Broglia - Ingeniero de sonido.
- Paul "Chas" Watkins y Bob Broglia - Mezcla y masterización.
- Hothouse - Portada.
- Paul Canty, Yuka Fujii y Tony Mac Lean - Fotografías.